# メンドシーノ岬燈台
メンドシーノ岬燈台（メンドシーノみさきとうだい。英語、Cape Mendocino Light）は、アメリカ合衆国西海岸のカリフォルニア州の島嶼部を除いた最西端である、メンドシーノ岬の設置された燈台である。1986年12月1日に運用が開始された。

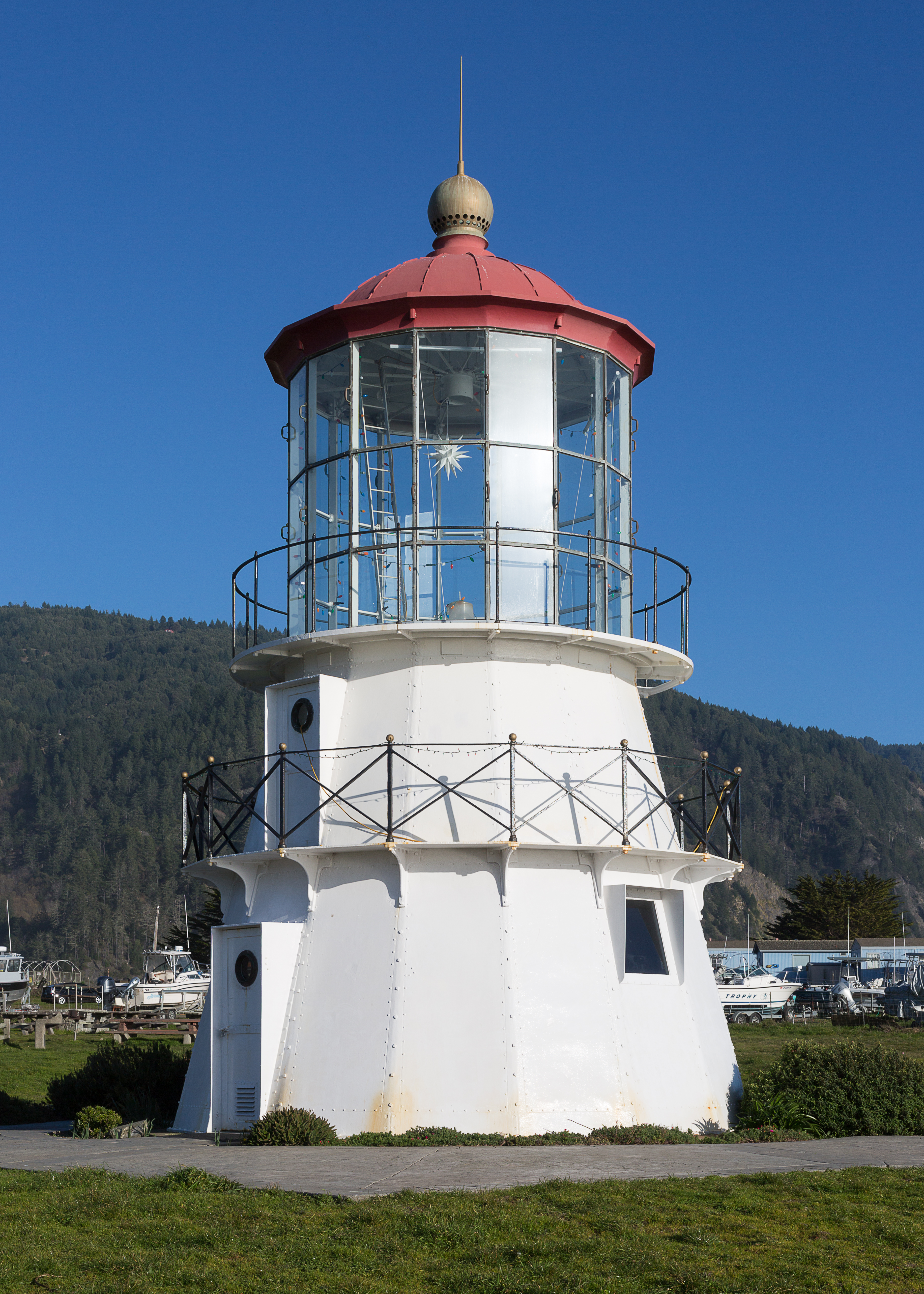
メンドシーノ岬燈台

## 歴史

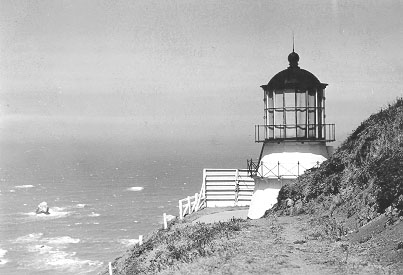
1998年以前のメンドシーノ岬燈台。

メンドシーノ岬付近がアメリカ合衆国の領土となったのは、1848年のことである。そして、メンドシーノ岬燈台は1886年12月1日から、30秒に1回、白色光のフラッシュを放射し始めた

。
1887年から1926年までは、10人の燈台守で燈台を維持していた

。
なお、1939年にアメリカ合衆国沿岸警備隊は、メンドシーノ燈台の管理をUnited States Lighthouse Serviceに移管した

。

## 海難事故と燈台
メンドシーノ岬燈台には1905年に燈船（lightship、または、light vessel）が配備された。例えば、1916年に付近で遭難した蒸気船のベア号（steamer Bear）に乗船していた者、150名以上を燈船で救助した

。
しかし、1921年8月6日に付近で座礁して沈没したアラスカ号（Alaska）に乗船していた者は、燈船では充分に救助できなかった

。
なお、1941年には日本海軍の潜水艦（伊17）による攻撃を受けたSS Emidioが遭難し、その生存者を燈船が救助した

。